# David Storey
David Storey (Wakefield, 1933. július 13. – London, 2017. március 27.) angol író, professzionális rögbijátékos.

## Élete és munkássága
Bányászcsaládban született West Yorkshire megyében.Jó tanulmányi eredményeket ért el, szülei nagy erőfeszítéseket tettek taníttatására. A második világháború utáni korban javuló angliai társadalmi mobilitás lehetővé tette, hogy tanulmányait a londoni Slade School of Fine Art képzőművészeti iskolában folytathassa, Költségeit professzionális rögbijátékosként finanszírozta. Évekig ingázott Leeds és London, a rögbipálya és a műterem között.
Később – művészi útkeresés és a megélhetés érdekében egyaránt – változatos alkalmi és hosszabb távú munkákat vállalt. Hatalmas kitartással dolgozott, nyolc regényt írt, de egyikre sem talált kiadót egészen 1960-ig, amikor This Sporting Life (Ez a sportélet) című regényével végre sikert aratott, Lindsay Anderson filmet is készített ez alapján. Témái, motívumai, helyszínei önéletrajziak. Igazán ismert íróvá azonban drámaíróként vált: The Restoration of Arnold Middleton (Arnold Middleton magához térése), The Changing Room (Az öltöző), Home (Otthon) című műveivel. Regényeit eleinte főleg a szakmai közönség ismerte el: hét regénye közül négy részesült rangos irodalmi díjakban.

## Művei
- This Sporting Life (1960)
- Flight into Camden (1961)
- Radcliffe (1963)
- The Restoration of Arnold Middleton (1967)
- In Celebration (1969)
- The Contractor (1970)
- Home (1970)
- Az öltöző (The Changing Room) (1973); ford: Bart István, Elbert János, L. Sándori Ágnes
- Pasmore (1972)
- The Farm (1973)
- Cromwell (1973)
- A Temporary Life (1973)
- Edward (1973)
- Life Class (1974)
- Saville (1976); ford: Udvarhelyi Hanna
- Mother's Day (1977)
- Early Days (1980)
- Sisters (1980)
- A Prodigal Child (1982)
- Present Times (1984)
- The March on Russia (1989)
- Storey's Lives: 1951–1991 (1992)
- A Serious Man (1998)
- As It Happened (2002)
- Thin-Ice Skater (2004)

## Magyarul
- Az öltöző. Három dráma; ford. Bart István, Elbert János, L. Sándori Ágnes, utószó Szántó Judit; Európa, Bp., 1978 (Modern könyvtár)
- Saville; ford. Udvarhelyi Hanna; Magvető, Bp., 1980 (Világkönyvtár)

## Elismerései
- MacMillan Fiction Award (1960 a This Sporting Life regényéért)
- John Llewellyn Rhys-díj (1961, a Flight into Camden regényéért)
- Geoffrey Faber-emlékdíj (1972, a Pasmore című regényéért)
- Booker-díj (1976, a Saville című regényéért)

## Fordítás
- Ez a szócikk részben vagy egészben  a   David Storey című angol Wikipédia-szócikk ezen változatának fordításán alapul.  Az eredeti cikk szerkesztőit annak laptörténete sorolja fel. Ez a jelzés csupán a megfogalmazás eredetét és a szerzői jogokat jelzi, nem szolgál a cikkben szereplő információk forrásmegjelöléseként.

## Forrás
- ↑ Takács: Takács Ferenc: David Storey (életrajzi utószó). In  David Storey: Saville. Udvarhelyi Hanna (ford). Budapest: Magvető. 1980.   653–670. o. ISBN 963 271 283 8